# Edurne García Almagro
Edurne García Almagro, sovint coneguda monònimament com a Edurne (Collado Villalba, 22 de desembre de 1985) és una cantant espanyola.

## Carrera musical
Sempre li ha agradat la música i té un vincle molt fort amb la família. Des de petita era una aficionada de la música, i sovint anava amb els seus pares i amics als Karaokes. Quan tenia 12 anys va participar en un grup musical anomenat "Trastos", que van treure 4 discs i fins i tot van cantar al programa de televisió de TVE Música Sí i a les cavalcades de Reis Mags.

### 2005: pas perOperación Triunfo
El 2005 va concursar en la quarta edició d'Operación Triunfo on va interpretar cançons com Duele el amor d'Aleks Syntek, In your Eyes de Kylie Minogue o These Boots Are Made for Walking de Nancy Sinatra, cançó amb la que va guanyar la seva popularitat. Però la van expulsar del concurs durant la recta final després d'haver estat nominada un sol cop, i convertint-se en la sisena finalista. Després va firmar amb la discografía Sony BMG.

### 2006-2007: àlbum debut
L'any 2007 va publicar el seu primer àlbum, titulat Edurne, que va arribar a la posició número 3 a les llistes de vendes d'Espanya en només una setmana, venent més de 40.000 còpies aconseguint així el disc d'or. El seu primer single, Despierta va aconseguir el nombre 5 a les llistes de vendes espanyoles de singles. A l'estiu van triar com a segon single a Amores dormidos, una cançó composta per La Oreja de Van Gogh, i va ser per això que van sorgir rumors que seria la nova vocalista del grup. També va gravar la cançó principal de la telenovel·la de Telecinco Yo soy Bea i va publicar una reedició del seu primer disc on la incloïa.

### 2007-2008: incursió al dance
El 2007 va publicar el seu segon àlbum Ilusión, amb la cançó Ven por mi com a primer single. Però aquest disc no va tenir quasi èxit. Per això va presentar alguns programes com CMTop de Castella-La Manxa TV; Baila con Edurne de Nickelodeon, etc.

### 2008-2009: homenatge als musicals
El 4 de juny de 2008 va treure a la venda Première, un disc de versions de les cançons dels musicals més famosos. El primer single va ser Un poco de amor, una versió de Somebody to Love de Queen, del musical We will rock you. També va incloure cançons de musicals com Mamma Mia!, Hoy no me puedo levantar i Hair, entre d'altres. El videoclip d'Un poco de amor va ser gravat a Nova York. A més es va confirmar el seu tercer single Tú serás para mí.

### 2010-2012: immersió dins el "dance-pop"
El 17 de maig del 2009 va deixar el musical de Grease i va aprofitar per viatjar a ciutats angleses com Liverpool, Manchester o Londres, mentre que a Dublín va rebre classes d'anglès, cant, ball i composició per a poder preparar bé el seu quart àlbum d'estudi. A Londres va gravar algunes cançons i l'octubre va tornar a Espanya per continuar preparant l'àlbum, acabant-lo el 13 de febrer, sortint a la venda el 23 de març amb el títol de Nueva piel en un estil dance-pop, sent el primer single Soy como soy, de l'estil electropop produïda per Óscar Clavel i gravada als estudis Red Led de Madrid, i el novembre va sortir el segon single Oigo mi corazón.

### 2013-2014: retorn al pop-rock
El 22 de febrer de 2013, Edurne va anunciar a través de Twitter que es trobava gravant el seu cinquè àlbum d'estudi a Londres amb els productors Pablo Navarro y Simon Nordberg. El disc es va acabar d'enregistrar el 7 de març a Madrid, després de passar per Estocolm.
El 17 de maig es va publicar un avanç de 14 segons del primer senzill de l'àlbum, Pretty Boy. La cançó, totalment en anglès, va ser composta per Michael Busbee (Try de P!nk), produïda per Simon Nordberg, gravada als estudis Decibel (Estocolm).

### 2015: Eurovisió

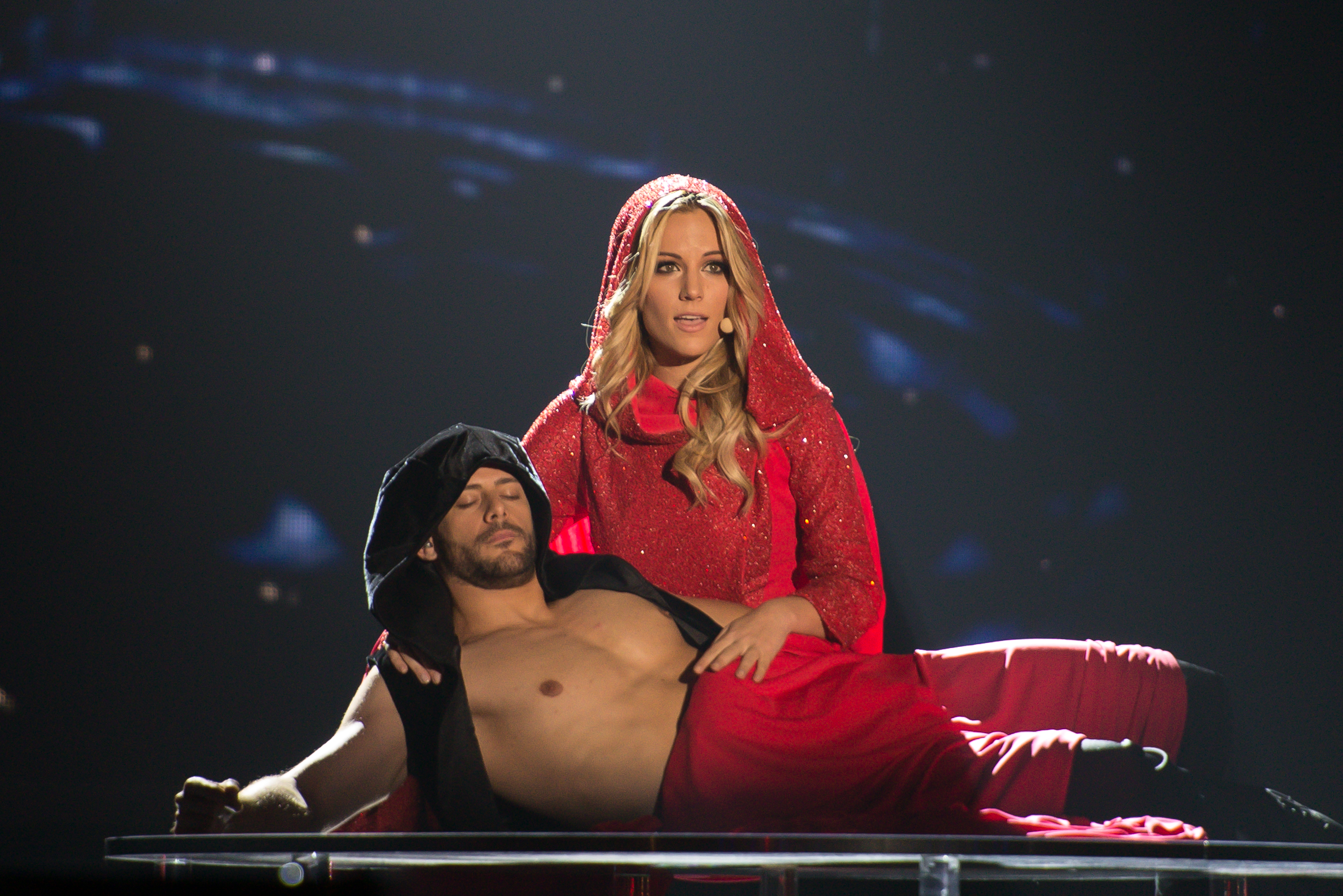
Edurne al Festival d'Eurovisió.

El 14 de gener de 2015, i després d'un procés de selecció interna, TVE va anunciar que seria Edurne la candidata espanyola que representès a Espanya al LX Festival de la Cançó d'Eurovisió, que va tenir lloc a Viena durant els dies 19, 21 i 23 de maig i en el qual va quedar en la posició 21.
La cançó candidata, titulada "Amanecer" (Alba en català), va ser composta i produïda per Tony Sánchez-Ohlsson, Thomas G: són, i Peter Boström, i va ser interpretada íntegrament en castellà. L'1 de març va ser presentada, a través de la pàgina web de TVE. El lyric vídeo va ser presentat el mateix dia. El videoclip, que va ser publicat el dia 9 de març, utilitza tècniques d'imatge tridimensionales. El 22 d'abril, es va donar a conèixer la versió simfònica de 'Amanecer', en la qual participa l'Orquestra Simfònica de RTVE. La versió és produïda i dirigida per Pepe Herrero. Es va gravar al Teatre Monumental de Madrid. També va cantar a l'Ambaixada d'Àustria, l'amfitriona del festival, acompanyada al piano per Pepe Herrero.
Després del seu pas per Eurovisió, es va donar a conèixer la versió en anglès de "Amanecer", anomenada "Break of Day". El 16 de juny serà publicat el seu sisè àlbum d'estudi, titulat "Adrenalina".

### Actualitat
Va actuar en la primera semifinal del Benidorm Fest 2023 com a artista convidada.

## Discografia
- Àlbums d'estudi:
  - Edurne (2006)
  - Ilusión (2007)
  - Première (2008)
  - Nueva piel (2010)
  - Climax (2013)
  - Adrenalina (2015)

- Singles:
  - Despierta (2006)
  - Amores dormidos (2006)
  - Te falta veneno (2006)
  - Ven por mí (2007)
  - Fue para los dos (2007)
  - Un poco de amor (2008)
  - Sigo enamorada de ti (2008)
  - Tú serás para mí (2008)
  - Soy como soy (2010)
  - Oigo mi corazón (2010)
  - Seremos Dos o Será Un Adiós (2011)
  - Pretty Boy (2013)
  - Painkiller (2014)
  - Amanecer (2015)
  - Basta (2015)